# Liste der Monuments historiques in Baudrémont
Die Liste der Monuments historiques in Baudrémont führt die Monuments historiques in der französischen Gemeinde Baudrémont auf.

## Liste der Objekte
| Bezeichnung                           | Beschreibung                                                         | Standort                       | Kennzeichnung | Schutzstatus | Datum | Bild |
| ------------------------------------- | -------------------------------------------------------------------- | ------------------------------ | ------------- | ------------ | ----- | ---- |
| Skulptur Madonna mit Kind (1)         | Stein, farbig gefasst und vergoldet, 18. Jahrhundert                 | in der Kirche St-Didier (Lage) | PM55001563    | Inscrit      | 1981  |      |
| Hauptaltar                            | Retabel, Relief und Skulptur; Stein, farbig gefasst, um 1700         | in der Kirche St-Didier (Lage) | PM55001440    | Inscrit      | 1995  |      |
| Kelch und Patene                      | Silber, vergoldet, Mitte des 19. Jahrhunderts                        | in der Kirche St-Didier (Lage) | PM55001564    | Inscrit      | 1991  |      |
| Skulptur eines kopftragenden Heiligen | eventuell der heilige Desiderius von Langres; Stein, 15. Jahrhundert | in der Kirche St-Didier (Lage) | PM55000104    | Classé       | 1980  |      |
| Skulptur Heiliger Urbanus             | Stein, farbig gefasst, 18. Jahrhundert                               | in der Kirche St-Didier (Lage) | PM55001439    | Inscrit      | 1979  |      |
| Skulptur Madonna mit Kind (2)         | Stein farbig gefasst, 15. Jahrhundert                                | in der Kirche St-Didier (Lage) | PM55001441    | Inscrit      | 1979  |      |